# Dallas M. Fitzgerald
Pour les articles homonymes, voir Fitzgerald.
Dallas M. Fitzgerald est un réalisateur, scénariste et producteur américain né le 13 août 1876 à La Grange (Kentucky) (États-Unis), mort le 9 mai 1940 à Hollywood (États-Unis).
Il est inhumé au Hollywood Forever Cemetery à Hollywood.

## Filmographie

### comme réalisateur

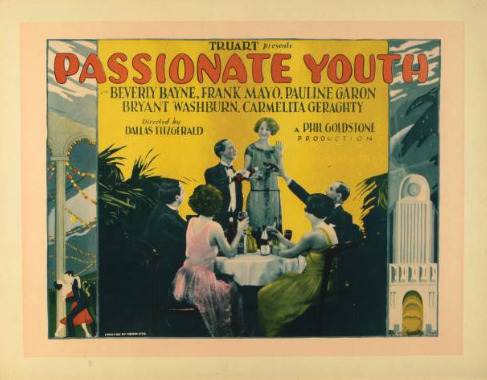
Carte promotionnelle pour Passionate Youth (1925).

- 1919 : The Open Door (it)
- 1920 : Chains of Evidence
- 1920 : The Price of Redemption (en)
- 1920 : Blackmail (en)
- 1920 : Cinderella's Twin
- 1921 : L'Amoureux Pirate (en) (The Off-Shore Pirate)
- 1921 : Puppets of Fate (en)
- 1921 : Life's Darn Funny
- 1921 : Big Game
- 1921 : The Match-Breaker (en)
- 1921 : The Infamous Miss Revell
- 1921 : Playing with Fire
- 1922 : The Guttersnipe (en)
- 1923 : Her Accidental Husband
- 1924 : After the Ball (en)
- 1925 : Passionate Youth (en)
- 1925 : Tessie (en)
- 1925 : My Lady of Whims
- 1927 : The Princess on Broadway (en)
- 1927 : Woman's Law (en)
- 1927 : The Rose of Kildare (en)
- 1927 : Out of the Past (en)
- 1927 : Web of Fate (en)
- 1927 : Wilful Youth (en)
- 1928 : Golden Shackles (en)
- 1928 : The Girl He Didn't Buy (en)
- 1928 : The Look Out Girl (en)
- 1928 : Jazzland (en)
- 1933 : Mazie (en)

### comme scénariste
- 1936 : The Amazing Exploits of the Clutching Hand (en)
- 1936 : The Black Coin (pt)
- 1937 : Jungle Menace
- 1938 : Bill Hickok le sauvage (The Great Adventures of Wild Bill Hickok)

### comme producteur
- 1925 : My Lady of Whims
- 1927 : Wilful Youth (en)
- 1933 : Mazie